# Capel Pownall
Capel Pownall, född 28 november 1868, död 8 februari 1933, var en brittisk bågskytt. Han deltog vid olympiska sommarspelen 1908.